# Maria Guinot
Maria Guinot (* 20. Juni 1945 in Lissabon; † 3. November 2018 in Parede) war eine portugiesische Sängerin.

## Leben und Wirken
Sie veröffentlichte Ende der 1960er Jahre zwei erste EPs, danach folgte eine längere Pause.
Nach einer Teilnahme am Festival da Canção 1981, bei dem sie den dritten Platz belegte, gewann sie die portugiesische Vorauswahl 1984 und durfte daher beim Concours Eurovision de la Chanson 1984 in Luxemburg für ihr Heimatland antreten. Mit ihrer selbstgeschriebenen Ballade Silêncio e tanta gente erreichte sie Platz 11. 

## Diskografie
Alben
- 1987: Esta palavra mulher
- 1991: Maria Guinot
- 2004: Tudo passa